# No Fun at All
No Fun at All (часто сокращенно NFAA) шведская панк-рок группа. Группа образовалась летом 1991 года в городе Шиннскаттеберг. Первоначальный состав группы: Майкл Даниэльссон (гитара), Генрик Санвиссон (бас-гитара) и Джимми Олсен (вокал, барабаны). Название группы происходит от кавер-версии песни «No Fun» группы The Stooges перепетой Sex Pistols и названия группы Sick of It All. Группа выпускает свои альбомы на шведском лейбле Burning Heart Records.

## История
В 1993 году, Джимми Олсен покинул группу, чтобы сосредоточиться на своей новой группе Sober. К No Fun at All присоединились три новых участника: Ингемар Янссон (вокал), Кристер Йоханссон (гитара) и Кьелл Рамстедт (барабаны).
Начиная с 2004 года, группа провела несколько концертов, возобновив работу после долгого перерыва. На концерте фестиваля Groezrock No Fun at All объявили о намерении выпустить новый альбом осенью 2008 года на собственном лейбле Beat 'Em Down Records. 19 апреля 2012 года на фестивале Millencolin группа объявили, что отменяет свое шоу на фестивале из-за роспуска группы . Однако, в мае 2013 года группа объявила, что поедет в турне по Австралии в ноябре того же года, вместе с Boysetsfire, Off with Their Heads и Jughead's Revenge.

## Состав группы

### Нынешний состав группы
- Микаэль Даниэльссон (Mikael Danielsson) - раньше гитара, сейчас бас-гитара
- Ингемар Янссон (Ingemar Jansson) - вокал
- Кристер Йоханссон (Krister Johansson) - гитара
- Кьелл Рамстедт (Kjell Ramstedt) - ударные
- Стефан Нойманн (Stefan Neuman) - гитара

### Бывшие участники
- Джимми Олсен (Jimmie Olsson) - вокал, ударные (1991-1993)
- Генрик Санвиссон (Henrik Sunvisson) - бас-гитара (1991-1999)

## Дискография

### Студийные альбомы
- 1994 - No Straight Angles
- 1995 - Out of Bounds
- 1997 - The Big Knockover
- 2000 - State of Flow
- 2008 - Low Rider
- 2018 - Grit

### Концертные альбомы
- 1999 - Live in Tokyo

### Мини альбомы
- 1993 - Vision
- 1995 - Stranded
- 1995 - In a Rhyme
- 1997 - And Now for Something Completely Different

### Сборники и Демо
- 1992 - Touchdown (Демо-альбом)
- 1997 - Throw It In
- 1998 - EP's Going Steady
- 2002 - Master Celebrations

### Синглы
- 1997 - Should Have Known
- 2008 - Reckless (I Don'T Wanna)

## Ссылка
- Epitaph Records
- Burning Heart Records
- Theologian Records